# Diätetik
Die Diätetik (von altgriechisch διαιτητική [τέχνη] diaitētikḗ [téchnē] „Lehre von der Lebensweise (in medizinischer Hinsicht)“, zu altgriechisch δίαιτα díaita „Lebensart, Lebensweise; Lebensunterhalt, Diät“) oder Diätologie (von δίαιτα díaita und -logie) ist ein Sammelbegriff, der ursprünglich alle Maßnahmen im Sinne einer geregelten Lebensweise umfasste, die zur körperlichen als auch seelischen Gesunderhaltung oder Heilung beitragen.
Neben Medikamentengabe und Operation stellt die Diätetik seit jeher eine der drei Ansätze medizinischer Therapie dar.
Die Bedeutung des Begriffes hat sich gewandelt. Ursprünglich war die von der hippokratischen Medizin begründete allgemeine „Diätetik“ als Lehre von der Diät eine Lehre von der gesunden Lebensführung. Heute beschreibt der Begriff die Versorgung und Beratung von Patienten hinsichtlich der Ernährung als Teil der Behandlung einer Erkrankung oder zur Prophylaxe.
Im Gegensatz zur Ernährungswissenschaft zeichnet sich die Fachdisziplin Diätetik (in Österreich Diätologie) durch einen Anwendungsbezug aus. Diätetik könnte demnach als „angewandte Ernährungswissenschaft“ bezeichnet werden. Dies trifft aber nicht ganz zu, da Diätetik einen Bezug zu vielen wissenschaftlichen Disziplinen hat, wie z. B. der Medizin (Ernährungsmedizin), Pädagogik, Psychologie und Soziologie.
Im Gegensatz zu den meisten Ländern der Welt ist die Fachdisziplin Diätetik in Deutschland nicht universitär angesiedelt. Der Verband der Diätassistenten – Deutscher Bundesverband e. V. (VDD) setzt sich seit längerer Zeit für die Akademisierung der Diätassistenten ein, was die Etablierung der Diätetik an (Fach)Hochschulen voraussetzt. Ohnedies ist Deutschland vom europäischen und internationalen Wissenstransfer im Bereich Diätetik ausgeschlossen, da keine in der Diättherapie und Ernährungsberatung tätige Berufsgruppe in Deutschland die gesetzlichen und formalen Voraussetzungen erfüllt, auf internationaler Ebene tätig zu sein.

## Ernährungslehren
Es gibt keine allgemeinverbindliche Ernährungslehre. Außer speziellen Diäten, die für bestimmte Krankheiten entwickelt werden, zum Beispiel bei Diabetes mellitus oder Stoffwechselstörungen, gibt es eine ganze Reihe von Ernährungslehren, die alle den Anspruch erheben, zur Gesundheit beizutragen, Krankheiten vorzubeugen oder sogar zu heilen. Dazu gehören auch alle Kostformen, die als Dauerernährung propagiert werden. Die so genannte vollwertige Ernährung im Sinne einer nährstoffreichen Mischkost – nicht zu verwechseln mit Vollwerternährung – die beispielsweise von der Deutschen Gesellschaft für Ernährung bevorzugt wird, ist nur eine Variante.
Einige extreme Ernährungslehren bzw. -formen sind, zumindest bei dauerhafter Befolgung, als gesundheitsschädlich einzustufen. 
Bekannte Ernährungslehren
Eine Auswahl relativ bekannter Ernährungslehren:
- Vollwerternährung
- Vegetarismus, Veganismus
- Rohkost
- Makrobiotik
- Trennkost
- die Ernährungslehre der traditionellen chinesischen Medizin (TCM), bekannt als chinesische Diätetik
- die Ernährung nach den Fünf Elementen, im Westen entstanden, angelehnt an die chinesische Diätetik nach den Grundsätzen der TCM
- die Ernährungslehre nach Ayurveda
- die Ernährungslehre der Anthroposophie

## Geschichte der Diätetik
Große Bedeutung hatte das Thema der Ernährung und die Erforschung von Unverträglichkeiten bereits in der altindischen Medizin. Diätetik als Begriff für ein umfassendes Salutogenese-Konzept geht auf die hippokratische Tradition zurück. Deren Autoren forderten neben einer guten Ernährung auch körperliche Betätigung und ein geregeltes Leben. Die Texte regten auch mit praktischen Tipps zu Sport, Baden, Schlaf und sexueller Aktivität an. Gemäß Aulus Cornelius Celsus (gestorben um 50 n. Chr.) war die Diätetik (Regelung der Lebensweise) mit der Pharmakotherapie und der Chirurgie eines der drei Teile der (antiken) Medizin. Auch Diokles von Karystos beschäftigte sich im 4. Jahrhundert v. Chr. mit diätetischen Fragen.
Der hippokratische Ansatz wird in der römischen Kaiserzeit von Galenos im 2. Jahrhundert wieder aufgegriffen und weiterentwickelt. Er legte die Grundlage für die sex res non naturales („sechs nicht natürliche Dinge“). Gemeint sind die von dem sich unter anderem auf Galen stützenden Christen Johannitius entworfenen sechs modi bzw. Grundgegebenheiten (der sechs wesentlichen Lebensbereiche), wobei non naturalis im Sinne von „nicht-konstitionell“ übersetzbar ist mit „konditionell“ bzw. „dispositional“, auf deren Balance man (nach dem Konzept der Humoralpathologie) zu achten habe, um ein ausgewogenes Mischungsverhältnis der Körpersäfte zu erhalten:
- Licht und Luft (aer) bzw. Umgebung
- Speise und Trank (cibus et potus)
- Bewegung/Arbeit und Ruhe (motus et quies bzw. exercitium)
- Schlaf(en) und Wachen/Wachsein (somnus et vigilia)
- Absonderungen und Ausscheidungen (secreta et excreta) bzw. Aufnahme und Ausscheidung/Füllung und Entleerung (repletio et evacuatio oder repletio et inanitio)
- Anregung des Gemüts/Gemütsbewegungen (affectus animi bzw. accidentia animae)[7][8][9][10]

Galens Nachruhm führte dazu, dass die Vorschriften zur Lebensführung (etwa in Form des Regimen sanitatis) im Mittelalter über diätetische Vorschriften in Mondkalendern bzw. Monatskalendarien und über populäre Gesundheitshandbücher weite Verbreitung (so etwa auch in der Kochbuchliteratur) erfuhren. Entsprechend dem hippokratischen Vorbild bezeichnete man eine, den griechischen Arzt Hippokrates zu Beginn nennende mittelalterliche Monatsdiätetik Ipocras mit Ernährungsvorschriften für die einzelnen Monate, aber auch weiteren Anweisungen zur Gesundheitsvorsorge. Im Jahr 1315 verfasste der spanische Arzt Peter Fagarola Gesundheitsregeln (betreffend Ernährung, Schlaf, Wohnung, Luft, Kleidung, körperliche Bewegung inklusive Gymnastik) für seine studierenden Söhne.
Auch arabischsprachige Mediziner des Mittelalters knüpften an die antike Diätetik an und die sex res non naturales wurden in vielen heilkundlichen Schriften des islamischen Kulturkreises strukturbildend. So bei Rhazes (im Liber regius ad Almansorum), Haly Abbas (in der Pantechne) und bei Avenzoar.
Im 15. und 16. Jahrhundert entwickelte sich unter Einfluss des Humanismus eine Gelehrtendiätetik als neuer Zweig der diätetischen Literatur, beispielsweise bei Gianmatteo Ferrari da Gradi (Giovanni Matteo Ferrari da Grado), Marsilio Ficino und Johann Ulrich Surgant sowie Robertus Geopretius, Jacobus Sylvius, Guilielmus Gratarolus, Conrad Gesner, Hieronymus Cardanus, Thomas Cogan, Gregor Horst und Simon Günther.
Auch in der Renaissance erschienen gehäuft Ratgeber, die sich ausgehend von den sechs nicht natürlichen Dingen mit gesunder Lebensführung befassten:
- Andrew Boorde: Compendyous Regyment or a Dyetary of Healthe („Umfangreiches Regimen oder Gesunde Lebensführung“) (1547), u. a. mit Vorschriften zu Hausbau, Haushaltsführung, Ernährung und Bewegung.
- André du Laurens: Diskurs über den Erhalt der Sehkraft, über melancholische Krankheiten, über Rheuma und über das Alter (1597), u. a. mit der These, der Alterungsprozess werde durch körperliche und geistige Faktoren, z. B. Müßiggang, beschleunigt.
- John Harington: The Englishman’s Doctor (1608), eine Übersetzung des Regimen sanitatis Salernitatum, mit guten Ratschlägen und dem Tipp, sich an Doktor Ruhe, Doktor Fröhlich und Doktor Diät zu halten.
- Alvise Corner: Discorsi della vita sobria („Vom mäßigen Leben und der Kunst, ein hohes Alter zu erreichen“, zusammengesetzt aus dem eigentlichen trattato, einem compendio, einer esortazione und einer lettera an Daniel Barbaro, 1558–1565) mit dem Rat, den begrenzten Vorrat an Lebensgeist im Körper zu schonen: durch maßvolles Leben mit körperlicher und geistiger Betätigung[24] sowie Diät im engeren Sinne.

Um die Wende vom 18. zum 19. Jahrhundert, vor dem Hintergrund der Aufklärung und absolutistischer Gesundheitspolitik, erlebte die Lehre von gesunder Lebensweise das nächste Hoch. Vor allem mit Ernährungsfragen befasste man sich intensiv. Berühmte Veröffentlichungen waren:
- Die Kunst das menschliche Leben zu verlängern (1797) von Christoph Wilhelm Hufeland (1762–1836), welches einen hohen Verbreitungsgrad genoss. Hufeland führte darin den Begriff Makrobiotik ein und gab sogar sein Werk später unter dem Titel „Makrobiotik“ neu heraus. Er verstand darunter allerdings etwas anderes als die heute als Makrobiotik bekannte Ernährungslehre nach Georges Ohsawa (1893–1966).
- Versuch einer Lebenserhaltungskunde (1803) von Georg August Bertele (1767–1818), das vor allem von Luft und Nahrungsmitteln als lebenserhaltenden Mitteln spricht.
- Gesundheits-Katechismus zum Gebrauche in den Schulen und beym häuslichen Unterrichte (1794) von Bernhard Christoph Faust (1755–1842), welcher eine sechsstellige Auflage erreichte und in zahlreiche Sprachen übersetzt wurde.
- Philipp Karl Hartmann: Glückseligkeitslehre für das physische Leben des Menschen. 1808, diverse Neuauflagen, 1874 erschien eine Bearbeitung durch Moritz Schreber (Digitalisat).

## Ausbildung
In Österreich wurde im Jahr 2006 der erste akademische Studiengang Diätologie an der FH Joanneum in Bad Gleichenberg eingeführt. An der Campus Hochschule Wien ist ein Studium zum Bachelor der Diätik möglich.
In Deutschland sind die staatlich anerkannten Diätassistenten die einzige Berufsgruppe, die durch eine staatlich anerkannte Ausbildung für den Arbeitsbereich Diätetik und Ernährung qualifiziert wird. Bei den Diätassistenten handelt es sich um einen bundesrechtlich geregelten Heilberuf in Deutschland. Die Diätassistenten werden durch den Verband der Diätassistenten – Deutscher Bundesverband e. V. (VDD) berufspolitisch vertreten.
Auf europäischer Ebene vertritt die European Federation of the Associations of Dietitians (EFAD) die „Dietitians“ (englisch für Diätassistent in Deutschland, Diätologe in Österreich und Diplom-Ernährungsberater SRK in der Schweiz) die Berufsgruppe der Mitgliedsländer.